# Kleiner Abendsegler
Der Kleine Abendsegler oder Kleinabendsegler (Nyctalus leisleri) ist eine Fledermausart aus der Gattung der Abendsegler. Die mittelgroße Art ist über weite Teile Europas von Schottland und Irland über den europäischen Kontinent südlich der Nord- und Ostsee nach Süden bis zum Mittelmeer und nach Osten bis in das westliche Russland sowie einige Gebiete Nordafrikas und Asiens verbreitet. Als Lebensraum bevorzugt er vor allem offene Wälder mit Altbeständen, da er Baumhöhlen als Quartiere benötigt.
Die Fledermaus erreicht eine Kopf-Rumpf-Länge von 48 bis 72 Millimeter mit einem Schwanz von 35 bis 48 Millimeter Länge. In seinem Körperbau und seinem Äußeren entspricht der Kleine Abendsegler weitgehend dem Großen Abendsegler und unterscheidet sich von diesem außer durch die Körpergröße vor allem durch das zweifarbige Rückenfell.
Der Kleine Abendsegler ist vorwiegend nachtaktiv und ernährt sich vor allem von kleinen, nacht- und dämmerungsaktiven Insekten. Schmetterlinge und Zweiflügler machen den Hauptanteil der Beutetiere aus. Die Paarung findet von Ende Juli bis September statt, wobei einzelne Männchen jeweils einen Harem mit bis zu zehn Weibchen bilden. 20 bis 50, selten auch deutlich mehr Weibchen leben ab April in Wochenstuben zusammen. Teile der Populationen wandern zum Spätherbst vom Nordosten in Richtung Südwesten. Von Oktober bis April halten alle Tiere Winterschlaf.
Als nächstverwandte Art wird der nur auf den Azoren lebende Azoren-Abendsegler (Nyctalus azoreum) betrachtet, der zeitweise als Unterart des Kleinen Abendseglers galt. Der wissenschaftliche Artname ehrt den deutschen Naturforscher Johann Philipp Achilles Leisler (1771–1813). Die Art wird global aufgrund des großen Verbreitungsgebietes und der Bestandsgröße als „nicht gefährdet“ eingeschätzt. In den meisten europäischen Staaten wird der Kleine Abendsegler aber als regional gefährdet angesehen und ist in Roten Listen gefährdeter Arten eingetragen und entsprechend über die nationale Gesetzgebung geschützt.

## Merkmale

### Allgemeine Merkmale
Der Kleine Abendsegler ist eine mittelgroße Fledermaus mit einer Kopf-Rumpf-Länge von 48 bis 72 Millimeter und einem Schwanz von 35 bis 48 Millimeter Länge. Die Flügelspannweite beträgt 26 bis 34 Zentimeter bei einer Unterarmlänge von 39 bis 47 mm. Im Vergleich zum Großen Abendsegler (Nyctalus noctula) ist er deutlich kleiner, allerdings reichen besonders großwüchsige Weibchen bei der Unterarmlänge nahe an besonders kleine Vertreter des Großen Abendseglers mit einer minimalen Unterarmlänge von 48 mm heran. Das Körpergewicht liegt zwischen 8 und 20 Gramm und die Weibchen sind in der Regel etwas größer als die Männchen. Geographisch wurden nur sehr geringe Unterschiede der Körpergröße festgestellt, es gibt allerdings die Tendenz zu einer längeren Unterarmlänge mit zunehmender Höhenstufe.

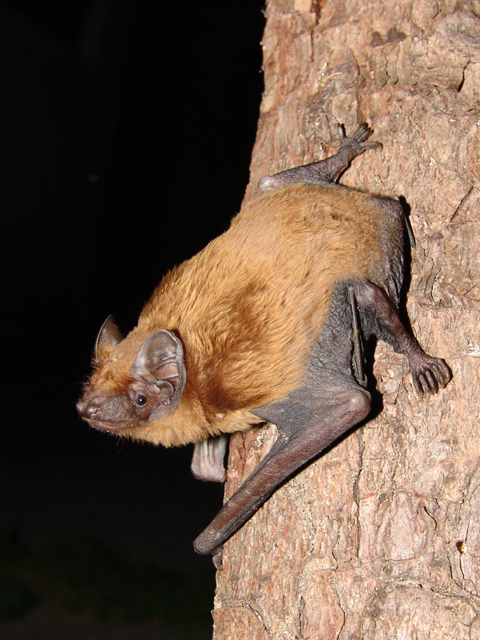
Der Große Abendsegler (Nyctalus noctula) unterscheidet sich von dem Kleinen Abendsegler vor allem in der Größe sowie in der Färbung. Im Körperbau entsprechen sich beide Arten weitgehend.

In seinem Körperbau und seinem Äußeren entspricht der Kleine Abendsegler dem Großen Abendsegler weitgehend und unterscheidet sich von diesem außer durch die Körpergröße vor allem durch das deutlich zweifarbige Rückenfell. Dieses besteht aus zweifarbigen Haaren, die an der Basis dunkel- bis schwarzbraun und an den Spitzen deutlich heller sind. Die gelbbraune Bauchseite des Tieres ist etwas heller als der Rücken. Im Mai und August kommt es zu einem saisonalen Haarwechsel, mit dem eine leichte Veränderung der Fellfarbe verbunden ist. Im Sommer ist das Rückenfell eher dunkel rötlich braun bis mahagonifarben, der rötliche Stich verschwindet im Winter und das Fell wird dunkelgrau bis dunkelbraun, und auch die Bauchseite ist etwas grauer als im Sommer. Jungtiere sind in ihrem ersten Lebensjahr dunkelgrau gefärbt. Neben diesen allgemeingültigen Farbunterschieden wurden einzelne melanistische Tiere in Irland sowie einige albinotische Tiere in Deutschland beobachtet.
Das Deckhaar der Tiere ist hoch differenziert, wobei die Haarschuppen (Cuticularschuppen) krausenartig angelegt und am Rand teilweise gezähnt sind. Dies dient beim Flug der Verringerung des Luftwiderstands und steigert die Effektivität des Fluges. Die Haare haben einen Durchmesser von maximal 12 bis 13 Mikrometer und sind in der Rückenmitte 5,9 bis 6,7 Millimeter und auf der Bauchseite 5,0 bis 6,1 Millimeter lang.
Die Flügel sind wie bei anderen Abendseglern vergleichsweise lang und schmal. Die Flughäute sind entlang des Rückens und der Arme dicht behaart. Der Schwanz ragt etwa ein bis zwei Millimeter aus der Schwanzflughaut hinaus. Die Ohren sind an der Basis breit und dreieckig, die Ohrspitzen sind abgerundet. Sie haben eine Größe von 11,2 bis 16,5 Millimeter. Am Außenrand besitzt die Ohrmuschel vier bis fünf Querfalten. Der Tragus ist kurz und pilzförmig und entspricht damit dem anderer Abendsegler. Im Vergleich zum Großen Abendsegler ist die Schnauze auffällig spitz mit schräg gestellter Maulspalte. Die Anzahl der borstigen Spürhaare des Gesichts (Facialvibrissen, Vibrissae labii superiores) beträgt beim Kleinen Abendsegler sechs, beim Großen Abendsegler sieben bis acht.

### Merkmale des Schädels und Skeletts
Der Schädel des Kleinen Abendseglers unterscheidet sich von dem des Großen Abendseglers im Wesentlichen nur durch seine geringere Größe und den zarteren Aufbau. Die Schädeloberfläche ist glatt und stärker abgerundet mit einem gering ausgebildeten Kamm entlang der Lambdanaht (Crista lambdoidea).
| 2 | · | 1 | · | 2 | · | 3 | = 34 |
| 3 | · | 1 | · | 2 | · | 3 | = 34 |

Die Art hat zwei Schneidezähne (Incisivi), einen Eckzahn (Caninus), zwei Vormahlzähne (Prämolaren) und drei Mahlzähne (Molaren) in einer Oberkieferhälfte und drei Schneidezähne, einen Eckzahn, zwei Vormahlzähne und drei Mahlzähne in einer Unterkieferhälfte. Insgesamt besitzen die Tiere 34 Zähne. Die oberen Schneidezähne sind klein und etwa gleich groß und der obere Eckzahn ist vergleichsweise robust gebaut. Der dritte obere Backenzahn ist klein und fast reduziert. Im Unterkiefer beschränken sich arttypische Merkmale vor allem auf den Aufbau der Kauflächen der Vormahl- und Mahlzähne.
Im Skelett sind art- und gattungstypische Merkmale vor allem im Aufbau der Schultern und der Arme vorhanden, die wie bei allen Fledertieren zu Flügeln umgewandelt sind. So ist der Rabenschnabelfortsatz (Processus coracoideus) des Schulterblatts beim Kleinen Abendsegler zweigeteilt mit einem deutlich längeren Ast. Die Handwurzel besteht aus acht Handwurzelknochen, zusätzlich entstehen zwei Sesambeine in den Sehnen der Handstreckermuskeln des Unterarms (Musculus extensor carpi radialis brevis und Musculus extensor carpi radialis longus) sowie zwei weitere Sesambeine am Ellbogengelenk.
Wie andere Fledermäuse besitzt auch der Kleine Abendsegler einen Penisknochen (Baculum). Dieser ist Y-förmig mit deutlich zweigeteiltem Ende am Penisansatz (proximal) und, im Gegensatz zu den anderen europäischen Abendseglern, kolbenartig verdicktem und niemals gegabeltem Ende an der Penisspitze (distal).

### Genetik
Der Kleine Abendsegler besitzt ein normales Genom aus 2n = 44 Chromosomen sowie bis zu vier überzählige, so genannte B-Chromosomen. Drei der Autosomenpaare sind groß und metazentrisch, eines ist submetazentrisch und alle anderen akrozentrisch. Das mittelgroße X-Chromosom ist ebenfalls metazentrisch, das kleine punktförmige Y-Chromosom ist akrozentrisch.

## Rufe

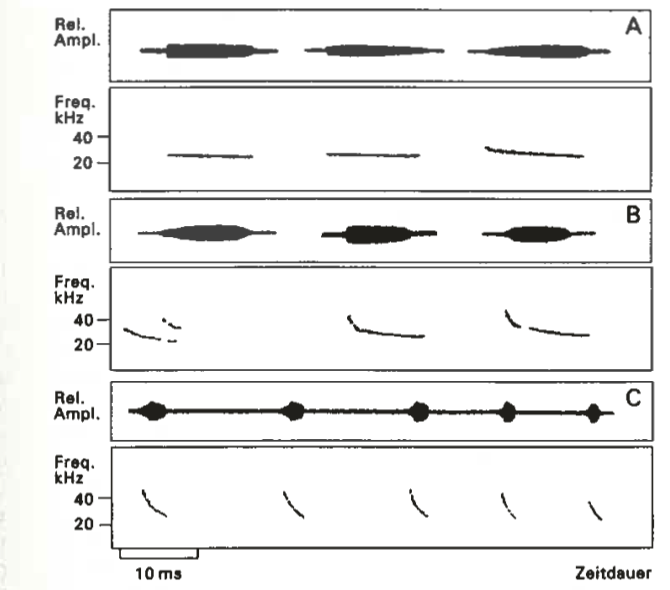
Jagdrufe des Kleinen Abendseglers: A: konstantfrequente Suchfluglaute; B: Veränderung der Laute bei Annäherung an ein Beuteobjekt; C: Weitere Verkürzung der Laute beim Beuteanflug

Der Kleine Abendsegler kann mit Hilfe eines Fledermausdetektors aufgrund der charakteristischen Suchflug- und Jagdlaute erkannt werden. Die Frequenz dieser Rufe liegt zwischen 15 und 70 Kilohertz (kHz) und damit in einem deutlich größeren Bereich als die des Großen Abendseglers (20 bis 34 kHz). Die Suchfluglaute sind konstant und nur leicht absinkend mit einer Frequenzbandbreite von 5 kHz mit einer mittleren Endfrequenz von 23 kHz. Die Lautdauer beträgt zwischen 9 und 14 Millisekunden (ms). In der Nähe von Vegetation und im Lückenraum zwischen Bäumen verringert sich die Lautdauer und die Frequenz steigt. Die Wiederholrate ist für eine Fledermaus ihrer Größe gering und beträgt weniger als ein Mal pro zwei Flügelschläge. Bei einer Annäherung an die Beute kommt es zu einem stärkeren Frequenzabfall in der ersten Lauthälfte und einer gegenüber den Suchfluglauten abgehobenen Endfrequenz bis etwa 30 kHz. Bei weiterer Annäherung werden die Laute kürzer und fallen stärker ab, die längere konstante Rufphase wird verkürzt.
Das Repertoire des Kleinen Abendseglers besteht neben den Suchfluglauten und Jagdrufen zudem aus verschiedenen Sozialrufen, die vor allem zur Balz- und Paarungszeit genutzt werden. Es kommen im Wesentlichen zwei Rufe vor, einer aus vier Impulsen zwischen 38 und 16 kHz sowie ein einzelner Ruf mit 20 bis 27 ms Länge und einem Abfallen von 21 auf 10 kHz, der als „Hallo“-Ruf gedeutet und vor allem in der Paarungszeit stereotyp alle paar Sekunden ausgestoßen wird. Balzrufe werden vor allem am frühen Morgen vor der Dämmerung nach Abschluss der Jagdflüge ausgestoßen, wobei die Gesamtdauer zwischen 2 und 10 Minuten pro Nacht beträgt. Ergänzt wird das Repertoire durch Störungslaute und diverse Kontaktrufe in der Kolonie.

## Verbreitung und Lebensraum

### Verbreitungsgebiet

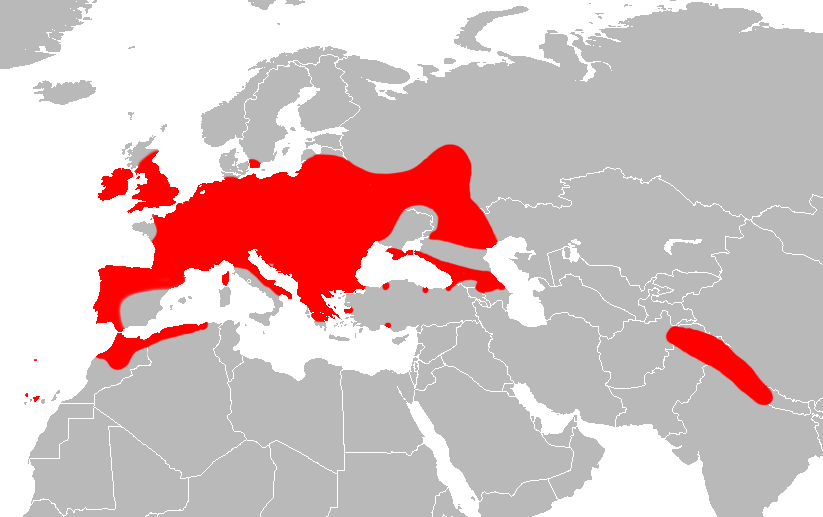
Verbreitungsgebiet des Kleinen Abendseglers (nach IUCN); Die Angaben der IUCN decken sich teilweise nicht mit anderen Quellen, so gehören Sardinien und Rhodos zum Verbreitungsgebiet nach Bogdanowitz & Ruprecht 2011, sind bei der IUCN jedoch nicht verzeichnet.

Das Verbreitungsgebiet des Kleinen Abendseglers erstreckt sich über weite Teile Europas sowie einige Gebiete Nordafrikas und Asiens. In Europa existiert ein zusammenhängendes Verbreitungsgebiet, das von Großbritannien und Irland sowie den Kanalinseln über den europäischen Kontinent südlich der Nord- und Ostsee, nach Süden bis zum Mittelmeer und nach Osten bis in das westliche Russland reicht. Dabei fehlt die Art allerdings im östlichen Spanien, dem südwestlichen Italien sowie auf Sizilien, kommt jedoch im Mittelmeer auf Korsika, Sardinien und auf Rhodos vor. Aus Skandinavien sind keine Fänge der Art bekannt, allerdings sind zwei Feststellungen der Art mit einem Fledermausdetektor an der Küste von Schonen in Südschweden nördlich der Ostsee dokumentiert. Das Verbreitungsgebiet reicht zudem bis nach Nordafrika, wo die Art in den Mittelmeergebieten von Marokko und Algerien anzutreffen ist, und umfasst auch Madeira und die zu den Kanarischen Inseln gehörenden Inseln Teneriffa und La Palma. Im westlichen und südlichen Asien gibt es Vorkommen in Pakistan und Afghanistan bis in die Himalaya-Region. Ein Vorkommen im Süden und Südwesten Chinas ist nicht hinreichend belegt.
Die Höhenverbreitung kann stark variieren und liegt im Sommer zwischen 150 und 1350 Metern in Spanien, bis etwa 600 Meter im Harz und bis 1100 Meter in der Tatra. In den österreichischen Alpen kann die Art zwischen 116 und 1370 Metern vorkommen, wobei sie in der Regel unterhalb von 350 Metern lebt. Wandernde Fledermäuse wurden in den Alpen in Höhen von 1923, 2204 und 2350 Metern auf Gebirgspässen dokumentiert, und ein Kleiner Abendsegler wurde in einer Höhe von 2600 Metern auf einem Gletscher tot aufgefunden. Weitere Gebiete mit sehr hohen Vorkommen sind das Atlasgebirge, der Kaukasus sowie der westliche Himalaya und auch auf den Kanarischen Inseln kann die Höhenverbreitung bis 2150 Meter reichen.

### Lebensraum
Als Lebensraum bevorzugt die Art vor allem offene Wälder und sie wird als typische Waldfledermaus betrachtet. Dabei nutzt sie sowohl Laubwälder wie auch Misch- und verschiedene Nadelholzwälder als Lebensraum. Regional unterscheiden sich die Habitate in ihrer Waldzusammensetzung; so bevorzugt die Fledermaus etwa in Österreich vor allem Eichenmischwälder, in anderen Gebieten findet man sie in Wäldern mit hohem Anteil von Buchen, Fichten und Tannen. Auch bezüglich der Bewirtschaftungsform sind die möglichen Lebensräume vielfältig und reichen vom strukturreichen Plenterwald bis zum einfachen Altersklassenwald. Der Kleine Abendsegler benötigt sowohl als Wochenstuben- wie auch als Winterquartier Baumhöhlen und tritt entsprechend mit größter Häufigkeit in Waldbeständen mit einem hohen Anteil an älteren Bäumen auf; alternativ können jedoch auch künstliche Quartiere wie Fledermauskästen oder Vogelnistkästen die Attraktivität erhöhen.
Als Jagdgebiete werden waldnahe Weiden, Wasserflächen und Flüsse genutzt. Gelegentlich wird der Kleine Abendsegler auch in Ortschaften und sogar in größeren Städten wie Warschau, Berlin, London oder Wien gefunden. In Städten sind die Quartiere des Kleinen Abendseglers meist in Parks und nur selten in Gebäuden.

## Lebensweise und Ökologie
Der Kleine Abendsegler ist eine nachtaktive Fledermaus. Der abendliche Ausflug aus den Quartieren beginnt vergleichsweise früh, durchschnittlich etwa 10 bis 40 Minuten nach dem Sonnenuntergang. Bereits 90 Minuten nach Verlassen der Quartiere kehren die ersten Tiere wieder zurück und aus- und einfliegende Tiere sind die ganze Nacht zu beobachten. Dabei fliegen sie pro Nacht zwei- bis dreimal zum Jagdflug aus. Während ein großer Teil der Fledermäuse bereits bei Dunkelheit wieder zurückkehrt und dann im Quartier verbleibt, kehren die letzten Tiere wenige Minuten vor Sonnenaufgang zurück.

### Ernährung
Der Kleine Abendsegler ernährt sich als opportunistischer Jäger von Insekten, die er fast ausschließlich im Flug fängt („aerial insectivore“). Seine Nahrung besteht aus kleinen, nacht- und dämmerungsaktiven Insekten, wobei Schmetterlinge (Lepidoptera) und Zweiflügler (Diptera), vor allem Stechmücken (Culicidae), Schnaken (Tipulidae) und Zuckmücken (Chironomidae), den Hauptteil der Nahrung ausmachen. Weitere Insektengruppen, die zu unterschiedlichen Anteilen in der Nahrung vorkommen, sind Köcherfliegen (Trichoptera), Netzflügler (Neuroptera) wie Taghafte (Hemerobidae) und Florfliegen (Chrysopidae), Eintagsfliegen (Ephemeroptera) und Käfer (Coleoptera). Die Zusammensetzung der Nahrung kann dabei regional und in unterschiedlichen Zeiträumen entsprechend dem Nahrungsangebot stark schwanken. Während in Deutschland und der Schweiz in der Regel der Anteil der Schmetterlinge und Netzflügler mit 36 bis 63 % bzw. 67 % in der Schweiz sehr hoch ist, liegen aus Großbritannien Daten vor, nach denen regional Zweiflügler und vor allem die Gelbe Dungfliege (Scatophaga stercoraria) als Hauptbeute mit 29 bis 55 % identifiziert wurden. In diesen Gebieten befanden sich die Hauptjagdgebiete der Fledermäuse im Bereich von Viehweiden. Eine häufig signifikante Komponente in Mitteleuropa sind Insekten mit wasserlebenden Larven wie Köcherfliegen, Eintagsfliegen, Zuckmücken und andere Mücken, die je nach Habitat und Region 4 bis 39 % der Beutetiere darstellen. In Russland und der Ukraine liegt der Anteil der Käfer sehr hoch, vor allem Maikäfer (Melolontha spec.) und Junikäfer (Amphimallon solstitiale) sind dort häufige Beutetiere. In Italien entspricht die Nahrungszusammensetzung der in Mitteleuropa, allerdings dominieren Zweiflügler in den Sommermonaten Juni bis August.
Der Jagdflug der Tiere ist sehr schnell und wendig und findet vor allem in der Höhe der Baumkronen und Baumwipfel statt. Die Flüge finden dabei in einer vergleichsweise großen Höhe statt, niedrige Flüge sind selten und die Tiere fliegen nie tiefer als etwa einen Meter. Bestandteil des Jagdflugs sind Flugmanöver in Form einer Ellipse sowie gelegentliche Sturzflüge auf aufsteigende Beutetiere. Die Jagd auf Nachtschmetterlinge kann bei dieser Art auch im Licht von Straßenlaternen stattfinden. Der Jagdflug kann im Herbst schon am Nachmittag beginnen.

### Sommerquartiere, Fortpflanzung und Entwicklung

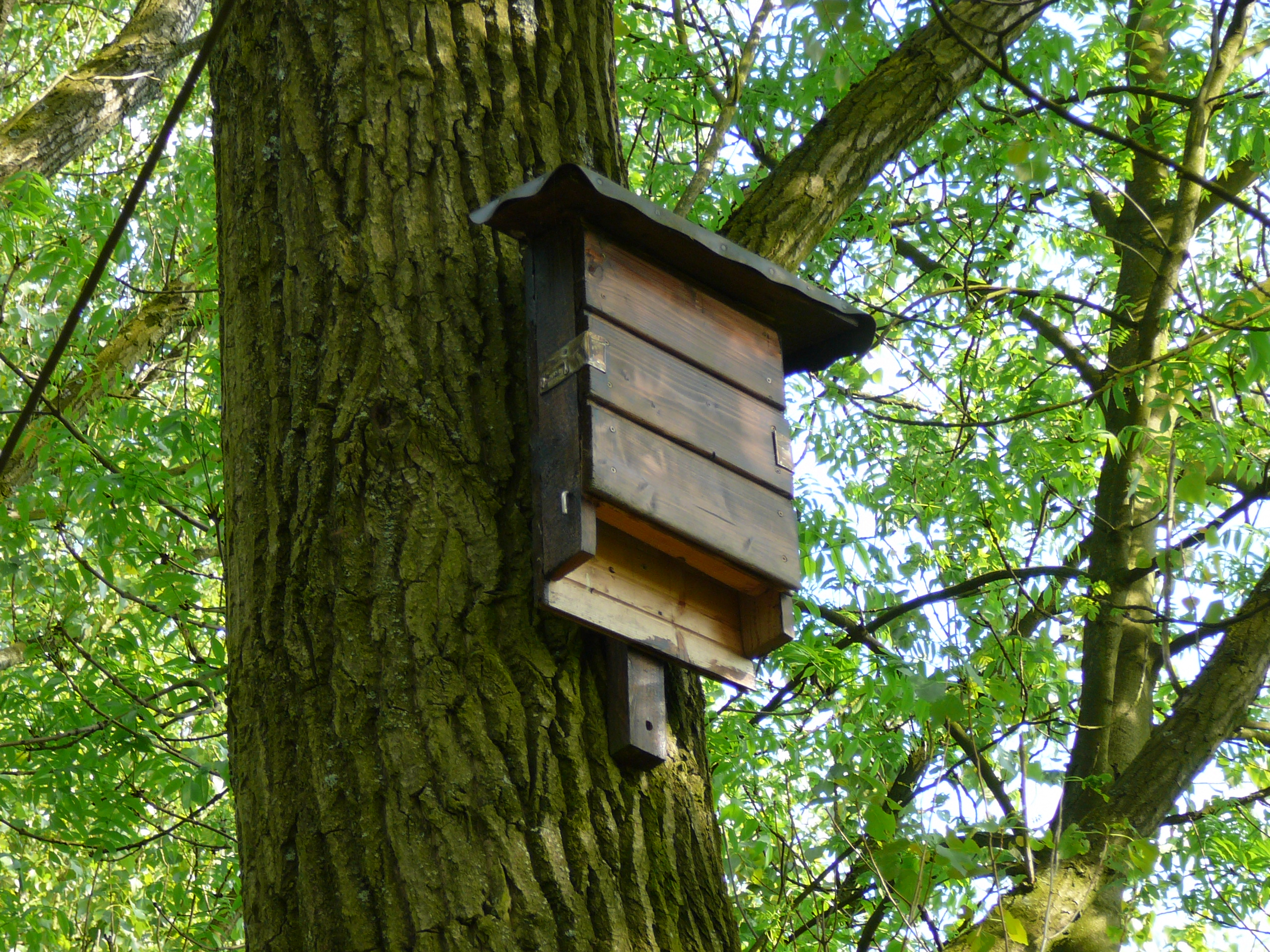
Sowohl für die Paarungsgruppen wie auch für kleinere Wochenstuben werden Fledermauskästen als Quartiere angenommen.

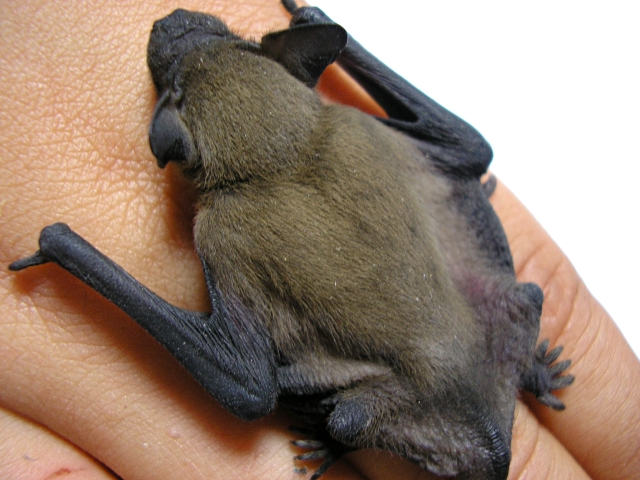
Jungtier auf einer menschlichen Hand

Im Frühjahr und Sommer besetzen Kleine Abendsegler verschiedene Arten von Quartieren. Während die Männchen im Sommer in der Regel einzeln oder in kleineren Gruppen leben, bilden die Weibchen schon relativ früh im Sommer Wochenstuben. Als Quartiere werden vor allem Baumhöhlen wie aufgegebene Spechthöhlen oder Fäulnishöhlen in Laubbäumen genutzt. Zudem dienen auch Nistkästen und Spalten an Gebäuden als Quartiere für den Kleinen Abendsegler. In ihren Quartieren können sie mit anderen Arten vergesellschaftet sein, etwa mit dem Großen Abendsegler, Bechsteinfledermäusen (Myotis bechsteinii), Zwergfledermäusen (Pipistrellus pipistrellus), Rauhautfledermäusen (Pipistrellus nathusii) und Wasserfledermäusen (Myotis daubentonii). Als Konkurrenten um Quartiere treten vor allem Stare (Sturnus vulgaris) und Mauersegler (Apus apus) auf.
Die Paarungszeit des Kleinen Abendseglers findet von Ende Juli oder Anfang August bis September statt, mit Höhepunkt Ende August. Der Beginn der Paarungszeit ist abhängig vom Eintreffen der Weibchen aus den Wochenstuben, was witterungsbedingt unterschiedlich sein kann. Die Männchen bilden Paarungsquartiere und ein Harem mit bis zu zehn Weibchen. Die Paarung findet in diesen Paarungsquartieren statt, die sehr häufig in Fledermauskästen angelegt werden. Dabei kann ein einzelnes Männchen auch mehrere Paarungsquartiere besetzen und Paarungsgruppen anlegen. So wurde 1987 ein Männchen beobachtet, das insgesamt vier Paarungsquartiere mit insgesamt 14 Weibchen bildete, wobei jeweils zwei Quartiere je sechs und die anderen beiden je ein einzelnes Weibchen enthielten. Um die Weibchen anzulocken balzen die Männchen in Form eines „Singfluges“ oder von einer erhöhten Warte, indem sie einfache Balzrufe in einer abfallenden Tonhöhe von 18 kHz auf 10,5 kHz ausstoßen.
Die eigentliche Tragzeit ist wie bei vielen anderen Fledermäusen verzögert, da die Einnistung der Eizelle im Uterus von den Weibchen über mehrere Wochen bis Monate verzögert und damit die Tragzeit und Geburt saisonal angepasst werden. Sie dauert nach der Einnistung der Eizelle mindestens 45 bis 50 Tage. Die Weibchen bilden ihre Wochenstuben in Baumhöhlen, seltener auch in Gebäuden oder in Fledermauskästen, mit 20 bis 50 Weibchen. Dabei wurden in Gebäuden in Irland auch schon Wochenstuben mit 800 bis 1.000 Tieren gefunden. Die Wochenstuben bestehen dabei ausschließlich aus Weibchen und ihren Jungtieren, wobei neben den geschlechtsreifen Weibchen auch noch nicht geschlechtsreife Weibchen aus dem Vorjahreswurf vorhanden sind. Dabei bestehen die Wochenstubengesellschaften vor allem bei größeren Individuenzahlen häufig aus mehreren Kleingruppen, die im Laufe des Sommers jeweils geschlossen auch die Wochenstubenquartiere wechseln. Die Jungtiere werden bei diesen Wechseln von den Muttertieren transportiert.
Die Geburt der Jungtiere findet im Jahr nach der Paarung in der Wochenstube ab Mitte Juni statt, wobei die Weibchen ein bis zwei Jungtiere zur Welt bringen. Die Jungtiere können innerhalb einer Spanne von einigen Wochen zur Welt kommen, sodass in Wochenstuben Jungtiere in unterschiedlichen Entwicklungsstufen auftreten. Bis Mitte August ist das Längenwachstum der Unterarme und Finger abgeschlossen, das Körpergewicht der Jungtiere liegt dann jedoch noch deutlich unter dem ausgewachsener Fledermäuse. Die Weibchen werden innerhalb ihres ersten Lebensjahres geschlechtsreif, wahrscheinlich bereits zur ersten Fortpflanzungszeit nach etwa drei Monaten. Für die Männchen ist das Alter der Geschlechtsreife nicht vollständig geklärt, bei anderen Arten der Gattung tritt diese zwischen 3 und 16 Monaten ein.
Das maximale Lebensalter des Kleinen Abendseglers liegt wahrscheinlich bei mehr als neun Jahren. Die Mortalität ist verglichen mit anderen Fledermausarten, namentlich dem Großen Abendsegler, dem Großen Mausohr, der Wasserfledermaus und der Rauhautfledermaus, etwas geringer, wodurch die mittlere Lebenserwartung etwas höher als bei diesen Arten liegt.

### Wanderungen und Winterquartiere
Der Kleine Abendsegler gehört zu den europäischen Fledermausarten, für die ausgedehnte Wanderungen nachgewiesen sind. Sie ziehen dabei im Herbst vom Nordosten in den Südwesten, wo sie überwintern. Die weiteste dokumentierte Wanderung absolvierte dabei ein im August 1993 in Ostbrandenburg markiertes Weibchen, das einen Monat später in Südfrankreich in einer Entfernung von 1052 Kilometern gefunden wurde. Die Wanderungen betreffen dabei nur Teilpopulationen aus dem Nordwesten, die im Spätsommer in klimatisch günstigere Regionen wandern und im April bis Mai zurückkehren. Einzeltiere wurden bereits weitab vom bekannten Verbreitungsgebiet, wie z. B. auf den Shetland-Inseln, gefunden.
Vom Oktober bis März oder April, seltener bis in den Mai, halten die Tiere Winterschlaf, wobei die Zeiten regional unterschiedlich sein können. Sie verbringen den Winter in kleinen Gruppen oder als Einzeltiere in Baumhöhlen, in Spalten in und an Gebäuden sowie in Fledermauskästen und Vogelnistkästen. In Höhlen werden überwinternde Kleine Abendsegler nur selten gefunden, Felsspalten werden wahrscheinlich angenommen. Eine Vergesellschaftung im Winterquartier mit Arten wie Rauhautfledermaus und Großer Abendsegler wurde nachgewiesen. Die Art überwintert häufig auch einzeln.

### Feinde und Parasiten

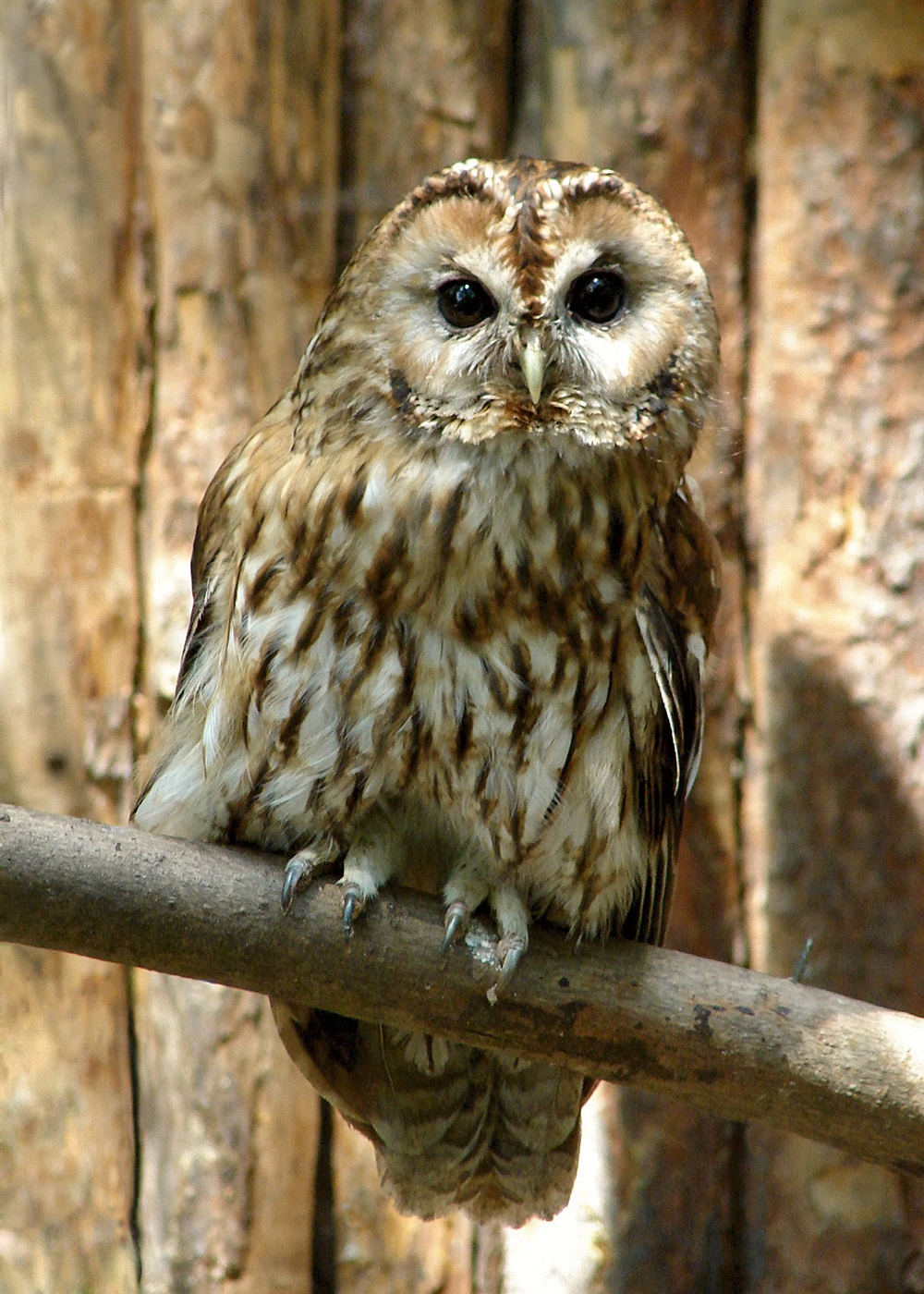
Der Waldkauz (Strix aluco) und andere Eulenarten erbeuten Fledermäuse wie den Kleinen Abendsegler.

Zu den Fressfeinden des Kleinen Abendseglers gehören vor allem Eulenarten wie der Waldkauz (Strix aluco), die Schleiereule (Tyto alba), die Waldohreule (Asio otus), der Steinkauz (Athene noctua) und der Uhu (Bubo bubo) sowie spätjagende Greifvögel. Aufgrund der sehr schnellen Flüge und der großen Flughöhe müssen für eine Eule jedoch besonders vorteilhafte Bedingungen vorliegen, um einen Kleinen Abendsegler zu erbeuten, entsprechend ist der Kleine Abendsegler in der Regel eine der am seltensten von Eulen erbeuteten Fledermäuse. Auch von der Aaskrähe (Corvus corone) wird der Kleine Abendsegler gelegentlich gejagt. Unter den Säugetieren spielt vor allem die Hauskatze eine bedeutende Rolle als Prädator. Für Afghanistan gibt es einen Nachweis, dass eine Natter der Art Coluber rhodorachis einen Kleinen Abendsegler erbeutet hat.
Die Parasiten des Kleinen Abendseglers entsprechen im Wesentlichen denen des Großen Abendseglers. Dokumentiert sind mindestens mehrere Arten von Flöhen wie Ischnopsyllus elongatus, Ischnopsyllus intermedius, Ischnopsyllus octactenus, Ischnopsyllus variabilis und Nyteridopsylla longiceps, zudem Plattwanzen der Arten Cimex pipistrelli, Cimex lectularius und Cimex dissimilis sowie die Fledermausfliegen Nycteribia pedicularia. Unter den Milben wurden vor allem Macronyssus flavus, Staetonyssus spinosus, Spinturnix acuminatus und Calcarmyobia miniopteris sowie die Zeckenart Argus vespertilionis nachgewiesen.
Neben diesen Ektoparasiten werden häufig Darmparasiten festgestellt. Hierzu gehören die zu den Saugwürmern gehörenden Arten Plagiorchis vespertilionis, Lebrabascus semisquamosus, Lecithodendrium linstowi, Prosthodendrium aelleni, Prosthodendrium chilostomum, Pygnoporus megacotyle, Pygnoporus heteroporus und Ophiosacculus mehelyi. Hinzu kommen Bandwürmer wie Vampirolepis acuta sowie die zu den Fadenwürmern zählenden Arten Molinostrongylus skrjabini, Molinostrongylus vespertillionis, Capillaria italica, Skjabinocapillaria eubursata, Ascarops strongylina und Physocephalus sexalatus. Im Blut des Kleinen Abendseglers konnten zudem Spirochäten und Trypanosomen nachgewiesen werden, wobei die Trypanosomen von der Fledermauswanze Cimex pipistrelli übertragen werden und keine bekannten Auswirkungen auf die Fledermäuse haben.
Die bei Fledermäusen vorkommenden Tollwuterreger aus der Gattung Lyssavirus konnten beim Kleinen Abendsegler bislang nicht nachgewiesen werden. Jedoch wurde ein speziell bei dieser Art vorkommendes Coronavirus (Fledermaus-Coronavirus BtCoV/BNM98-30/Nyctalus leisleri/Bulgaria/2008) aus der Gattung Alphacoronavirus identifiziert, das auch bei geographisch weit getrennten Populationen zwischen Europa und Asien eine hohe Sequenzübereinstimmung zeigt und eine eigene, besondere Klade Fledermaus-Coronavirus BtCoV/BNM98-30 bildet.

## Systematik und Fossilbefund

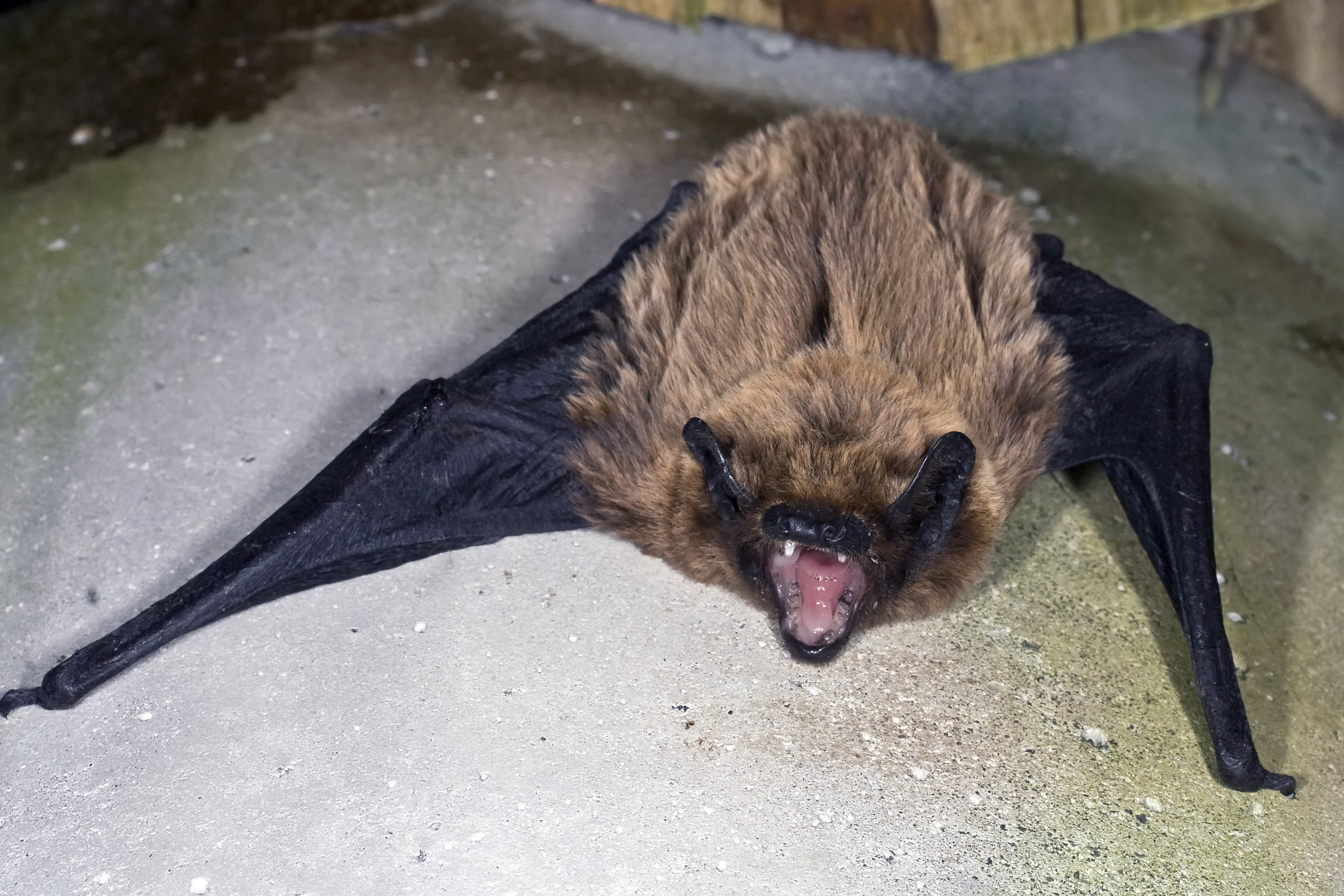
Der Azoren-Abendsegler (Nyctalus azoreum) ist die nächstverwandte Art zum Kleinen Abendsegler.

Der Kleine Abendsegler wurde vom Frankfurter Medizinalrat Johann Philipp Achilles Leisler entdeckt, der jedoch im Jahr 1813 starb, bevor er die Art beschreiben konnte. Dies geschah durch seinen Schüler Heinrich Kuhl in dessen Monografie Die deutschen Fledermäuse im Jahr 1817. Kuhl benannte darin die von Leisler als „starkbehaarte Fledermaus“ bezeichnete Art (Vespertilio dasykarpos) nach Leisler als Vespertilio leisleri. Später wurde sie in die 1825 von Thomas Edward Bowdich geschaffene Gattung Nyctalus überstellt.
Der Kleine Abendsegler wird der Gattung der Abendsegler (Nyctalus) zugeordnet, die insgesamt acht Arten umfasst. Laut einer Analyse von Salgueiro und Kollegen (2007) ist die nächstverwandte Art dabei der nur auf den Azoren lebende und damit endemische Azoren-Abendsegler (Nyctalus azoreum), der zeitweise als Unterart des Kleinen Abendseglers galt und sich wahrscheinlich aus einer europäischen Population des Kleinen Abendseglers zum Ende des Pleistozän entwickelte. Beide gemeinsam stellen die Schwestergruppe eines Taxons dar, das aus dem Großen Abendsegler (Nyctalus noctula), dem Riesenabendsegler (Nyctalus lasiopterus) und der asiatischen Art Nyctalus aviator gebildet wird. Die ebenfalls in Asien beheimatete Art Nyctalus plancyi stellt die ursprünglichste Art und damit die Schwesterart der restlichen Abendsegler-Arten dar. Der Berg-Abendsegler (Nyctalus montanus), der früher ebenfalls als Unterart des Kleinen Abendseglers betrachtet wurde, und Nyctalus furvus wurden bei dieser Untersuchung nicht betrachtet.
Innerhalb der Art existieren zwei Unterarten. Dabei ist das Verbreitungsgebiet der Unterart N. l. verrucosus auf die Insel Madeira beschränkt, während die Nominatform N. l. leisleri in gesamten restlichen Verbreitungsgebiet vorkommt. Die Population auf Madeira entwickelte sich dabei ebenso wie der Azoren-Abendsegler aus einer Population europäischen Ursprungs während die nicht als eigene Unterart betrachtete Population der Kanarischen Inseln einer Population aus Nordafrika entstammt.
Fossile Funde des kleinen Abendseglers sind selten. Die ältesten Funde wurden im Süden Spaniens gefunden und stammen aus dem unteren bis mittleren Pleistozän. Weitere Funde stammen aus den neolithischen Schichten von Dowel Cave in England.

## Gefährdung und Schutz
Die Art wird von der International Union for Conservation of Nature and Natural Resources (IUCN) global aufgrund des großen Verbreitungsgebietes und der Bestandsgröße als „nicht gefährdet“ (Least concern) eingeschätzt. Ein Rückgang des Bestandes und eine ernsthafte Bedrohung der Art sind nicht bekannt, und es gibt auch keine Hinweise auf einen Bestandsrückgang. Potenzielle Gefährdungsursachen beinhalten vor allem Störungen und Zerstörungen der Quartiere in Bäumen und Gebäuden sowie Lebensraumveränderungen und -verlust. Ein Lebensraumverlust tritt vor allem durch das Fällen von Bäumen mit Baumhöhlen auf, die von den Abendseglern sowohl als Wochenstuben- wie auch als Winterquartiere genutzt werden. Der moderne Wirtschaftswald besitzt nur eine geringe Dichte an Baumhöhlen und bietet den Tieren damit nur eine geringe Zahl geeigneter Quartiere.
Zum Schutz der Art wird, wie bei anderen Fledermäusen mit Baumquartieren, gefordert, dass Laub- und Mischwälder mit hohem Altholz- und Totholzanteilen geschützt bzw. entwickelt werden. Bei Fällung von Spechthöhlenbäumen und Totholzbäumen wird in Vorkommensgebieten der Art eine Kontrolle der zu fällenden Bäume auf Fledermausbesatz gefordert. Von der Art und anderen Fledermausarten belegte Bäume dürfen nicht gefällt werden. Falls in einem Gebiet nur wenige geeignete Quartierbäume vorhanden sind, wird gegebenenfalls das Anbringen von Fledermauskästen als Übergangslösung empfohlen.
National und regional ist der Kleine Abendsegler in den meisten europäischen Staaten in Roten Listen gefährdeter Arten gelistet und entsprechend über die nationale Gesetzgebung geschützt. In Deutschland ist er beispielsweise über die Bundesartenschutzverordnung als besonders gefährdete Art geschützt. Länderübergreifend erfolgt der Schutz über die EU-Artenschutzverordnung, zudem besteht speziell bei Fledermäusen das Abkommen zur Erhaltung der europäischen Fledermauspopulationen (EUROBATS), nach dem das absichtliche Fangen, Halten und Töten von Fledermäusen in den Vertragsstaaten gesetzlich verboten ist.
Außerdem ist der Kleine Abendsegler im Anhang IV der europäischen Fauna-Flora-Habitat-Richtlinie verzeichnet. Im Anhang IV der Fauna-Flora-Habitat-Richtlinie sind von der EU Arten aufgelistet, die besonderen Schutz auch außerhalb von ausgewiesenen Schutzgebieten erhalten sollen. Sie sind allein durch die Ausweisung von Schutzgebieten nicht effektiv zu schützen, z. B. wegen verstreuter bzw. unbeständiger Vorkommen, spezieller oder besonders großräumiger Habitatansprüche und Abhängigkeit von besonderen Landnutzungspraktiken. Bei Arten wie dem Kleinen Abendsegler aus dem Anhang IV dürfen ihre Lebensstätten wie Wochenstuben, Nahrungsflächen und Winterquartiere nicht beeinträchtigt oder zerstört werden – unabhängig davon, wo sie sich befinden. Dies gilt also zum Beispiel auch bei Wochenstuben in Bauwerken. In der Praxis ist damit die Umsetzung von Bauvorhaben wie Straßenbau und andere Eingriffe auf Flächen, die Lebensstätten sind, erheblich erschwert. Zerstörungen von Lebensstätten, die eine lokale Population bedrohen würden, sind nur noch möglich, wenn spezielle artenschutzrechtliche Ausgleichsmaßnahmen (sogenannte CEF-Maßnahmen, „Continuous ecological functionality-Measures“ (englisch für „Maßnahmen zur dauerhaften Sicherung der ökologischen Funktion“)) durchgeführt werden. Im Unterschied zu normalen Kompensationsmaßnahmen (aufgrund der Eingriffsregelung im Naturschutzrecht) ist hier erstens der Nachweis des Erfolgs notwendig und nicht nur eine Erfolgs-Prognose wie bei anderen Eingriffen, sondern die Kompensationsmaßnahmen müssen vor dem Eingriff, z. B. der Baumaßnahme, durchgeführt werden.

## Belege
1. 1 2 3 4 5 6 7 8 9 10 11  Bogdanowitz & Ruprecht 2011; Abschnitt „Beschreibung“, S. 718–723.
2. 1 2  Braun & Häussler 2003; Abschnitt „Beschreibung“, S. 623.
3. 1 2 3 4 5  Bogdanowitz & Ruprecht 2011; Abschnitt „Merkmalsvariation“, S. 728–729.
4. 1 2  Bogdanowitz & Ruprecht 2011; Abschnitt „Diagnose“, S. 717–718.
5. 1 2 3 4 5  Braun & Häussler 2003; Abschnitt „Nahrungsökologie“, S. 630.
6. 1 2 3  Bogdanowitz & Ruprecht 2011; Abschnitt „Akustisches Verhalten und Echopeillaute“, S. 740–741.
7. 1 2 3 4 5 6  Braun & Häussler 2003; Abschnitt „Fortpflanzung“, S. 630–632.
8. 1 2 3 4 5  Nyctalus leisleri in der Roten Liste gefährdeter Arten der IUCN 2011.2. Eingestellt von: A. M. Hutson, F. Spitzenberger, S. Aulagnier, J. Juste, A. Karataş, J. Palmeirim, M. Paunović, 2008. Abgerufen am 6. März 2012.
9. 1 2 3 4  Bogdanowitz & Ruprecht 2011; Abschnitt „Verbreitung“, S. 723–727.
10. ↑  Braun & Häussler 2003; Abschnitt „Lebensraum“, S. 623.
11. 1 2  Bogdanowitz & Ruprecht 2011; Abschnitt „Habitat“, S. 731–732.
12. 1 2  Gebhard 1997; Abschnitt „Lebensraum“, S. 364.
13. 1 2 3 4 5 6  Braun & Häussler 2003; Abschnitt „Sommerquartiere“, S. 630.
14. 1 2 3 4 5  Bogdanowitz & Ruprecht 2011; Abschnitt „Nahrung und Ernährung“, S. 731–732.
15. 1 2 3  Gebhard 1997; Abschnitt „Biologie“, S. 364.
16. 1 2  Bogdanowitz & Ruprecht 2011; Abschnitt „Fortpflanzung“, S. 732–733.
17. 1 2 3  Schober & Grimmberger 1998.
18. 1 2 3 4 5 6 7  Braun & Häussler 2003; Abschnitt „Populationsdynamik“, S. 632–633.
19. ↑  Braun & Häussler 2003; Abschnitt „Wanderungen“, S. 632.
20. ↑  Braun & Häussler 2003; Abschnitt „Winterquartiere und Winterschlaf“, S. 632.
21. 1 2 3  Bogdanowitz & Ruprecht 2011; Abschnitt „Freßfeinde“, S. 736.
22. 1 2 3 4 5 6 7  Bogdanowitz & Ruprecht 2011; Abschnitt „Parasiten“, S. 735–736.
23. ↑  J. F. Drexler, F. Gloza-Rausch et al.: Genomic Characterization of Severe Acute Respiratory Syndrome-Related Coronavirus in European Bats and Classification of Coronaviruses Based on Partial RNA-Dependent RNA Polymerase Gene Sequences. J. Virol. (2010) 84(21): S. 11336–11349 PMC 2953168 (freier Volltext)
24. 1 2 3 4  P. Salgueiro, M. Ruedi, M. M. Coelho, J. M. Palmeirim: Genetic divergence and phylogeography in the genus Nyctalus (Mammalia, Chiroptera): implications for population history of the insular bat Nyctalus azoreum. In: Genetica. Band 130, Nr. 2, 2007, S. 169–181.
25. ↑  Heinrich Kuhl:  Die deutschen Fledermäuse. Hanau 1816. Zweitveröffentlichung in: Neue Annalen der Wetterauischen Gesellschaft für die gesamte Naturkunde. 1819, S. 11–49, 185–215. Den Kleinen Abendsegler beschreibt er als Leisler'sche Fledermaus auf den Seiten 46 ff.
26. 1 2  Braun & Häussler 2003; Abschnitt „Namensgebung“, S. 623.
27. ↑  Don E. Wilson & DeeAnn M. Reeder (Hrsg.): Nyctalus. (Memento vom 3. Februar 2014 im Internet Archive) In: Mammal Species of the World. A Taxonomic and Geographic Reference (3rd ed).
28. ↑  Bogdanowitz & Ruprecht 2011; Abschnitt „Unterartsystematik“, S. 729–730.
29. ↑  Bogdanowitz & Ruprecht 2011; Abschnitt „Paläontologie“, S. 728.
30. ↑  Braun & Häussler 2003; Abschnitt „Artenschutz“, S. 633.
31. ↑  MUNLV: Geschützte Arten in Nordrhein-Westfalen. Düsseldorf 2007. Artkapitel Kleiner Abendsegler. S. 76–77.
32. 1 2  Fauna-Flora-Habitatrichtlinie und Vogelschutzrichtlinie – Gebiete und Arten in Deutschland. Natura 2000; Liste der in Deutschland vorkommenden Arten des Anhangs IV und V der Fauna Flora Habitatrichtlinie
33. 1 2  Die gesetzliche Grundlage in Deutschland ergibt sich aus § 44 Abs. 5 i. V. m. § 15 Bundesnaturschutzgesetz (Eingriffsregelung).